# スキマスイッチ 20th Anniversary "POPMAN'S WORLD 2023 Premium"
『スキマスイッチ 20th Anniversary "POPMAN'S WORLD 2023 Premium"』は、スキマスイッチのライブ・アルバム。

## 解説
- 20周年を記念し、ヒット曲満載の”ザ・ベストなセットリスト”で開催された「スキマスイッチ 20th Anniversary "POPMAN'S WORLD 2023 Premium"」のライブ・アルバム[1]。
- 2023年12月22日に日本武道館で開催された公演の模様を収録[1]。
- 映像作品「スキマスイッチ 20th Anniversary "POPMAN'S WORLD 2023 Premium" THE MOVIE 〜HOBO KANZENBAN〜」との連動応募抽選券封入。
- 「スキマスイッチ 20th Anniversary "POPMAN'S WORLD 2023 Premium" THE MOVIE 〜HOBO KANZENBAN〜」と同時発売。
- 『スキマスイッチ TOUR 2022 “café au lait”』から約1年2ヶ月ぶりのライブ・アルバム。

## 収録曲

### DISC 1
1. OPENING
2. トラベラーズ・ハイ
3. キレイだ
4. up!!!!!!
5. 飲みに来ないか
6. 藍 ～僕たちの色彩～
7. Revival
8. ゴールデンタイムラバー
9. 双星プロローグ
10. LINE
11. さいごのひ

### DISC 2
1. ボクノート
2. view
3. コトバリズム
4. スフィアの羽根
5. SL9
6. 全力少年
7. 吠えろ!
8. 奏（かなで）

## 演奏
- 大橋卓弥：Vocal, Guitar
- 常田真太郎：Piano, Keyboards, Chorus
- 石成正人：Guitar, Chorus
- 種子田健：Bass
- 村石雅行：Drums
- 浦清英：Keyboards
- 松本智也：Percussion, Chorus
- 本間将人：Saxophone, Chorus
- 田中充：Trumpet, Chorus
- 具志堅創：Trumpet
- 鹿討奏：Trombone
- 門脇大輔、田島華乃：1st Violin
- 山本大将、高橋輝：2nd Violin
- 大嶋世菜：Viola
- 村中俊之：Cello